# Fontana Media
Fontana Media Ab Oy är ett finlandssvenskt förlag som ger ut böcker om livsfrågor, fakta, läromedel samt barnböcker. Fontana Media ger också ut tidningen Kyrkpressen med en upplaga på omkring 70 000. Förlaget är beläget i Helsingfors.  
Sedan 2001 används förlagsnamnet Fontana Media Ab Oy. Förlaget ägs av Församlingsförbundet rf, vars medlemskår utgörs av församlingar, föreningar och privatpersoner. Fontana Media ger årligen ut cirka 10 nya titlar.

## Historia
Fontana Medias rötter sträcker sig tillbaka till år 1918, då Centralstyrelsen för Svenskt Församlingsarbete i Finland sammanträdde för första gången. År 1920 grundades Förbundet för svenskt församlingsarbete i Finland. Förbundet bytte senare namn till Församlingsförbundet rf. Fram till 1950-talet utgav förbundet främst biblar, psalmböcker och en del teologisk litteratur samt andaktsböcker. På 1950-talet började utgivningen omfatta också annan litteratur med kristen anknytning. Förbundets förlag tryckte också upp finländska delupplagor av svenska böcker. Vid denna tid kom likaså distributionen av barnböcker igång – något som förlaget fortfarande är känt för, i synnerhet tack vare barnboksserien Salt&Peppar.  
År 1974 omvandlades bokförlaget av skattetekniska skäl till ett aktiebolag, Församlingsförbundets Förlags Ab.